# ГЕС Daqiao
ГЕС Daqiao (大桥水电站) — гідроелектростанція у центральній частині Китаю в провінції Сичуань. Становить верхній ступінь каскаду на річці Аннінг, яка впадає ліворуч до Ялунцзян, великої лівої притоки Дзинші (верхня течія Янцзи).
У межах проєкту річку перекрили кам'яно-накидною греблею із бетонним облицюванням висотою 93 метри та довжиною 310 метрів. За 300 м ліворуч від неї розташована допоміжна кам'яно-накидна споруда із земляним ядром висотою 31 метр та довжиною 258 метрів. Разом вони утримують водосховище з площею поверхні 23,5 км2 та об'ємом 658 млн м3 (корисний об'єм 593 млн м3), нормальний рівень поверхні у якому знаходиться на позначці 2020 метрів НРМ.
Зі сховища через правобережний гірський масив прокладено дериваційний тунель довжиною 6,6 км. Він транспортує ресурс для встановлених у наземному машинному залі чотирьох турбін потужністю по 22,5 МВт, які забезпечують виробництво 350 млн кВт·год електроенергії на рік.